# Омињано Скало (Салерно)
Омињано Скало је насеље у Италији у округу Салерно, региону Кампанија.
Према процени из 2011. у насељу је живело 513 становника. Насеље се налази на надморској висини од 27 м.